# خانه عراقچی
خانه عراقچی مربوط به دوره پهلوی اول است و در همدان، خیابان تختی، کوچه مسجد میرزا تقی واقع شده و این اثر در تاریخ ۲۷ مرداد ۱۳۸۲ با شمارهٔ ثبت ۹۶۶۳ به‌عنوان یکی از آثار ملی ایران به ثبت رسیده است.